# Nathalie Herzen
Pour les articles homonymes, voir Herzen.
Natalie Aleksandrovna Herzen, aussi connue sous le nom de Tata (en russe : Наталья Александровна Герцен) née le 14 décembre 1844 et morte en 1931, est une révolutionnaire russe émigrée, fille d'Alexandre Herzen et Natalia Alexandrovna Sakarine. Après la mort de son père, elle devient co-éditrice de Kolokol (« La Cloche »), aux côtés de Nikolaï Ogarev et Serge Netchaïev. Elle correspond avec de nombreuses personnalités de gauche et radicales, et ses lettres et journaux sont des sources importantes pour la recherche historique,.

## Vie privée
Méfiante à l'égard des hommes qui semblaient s'intéresser à elle uniquement pour sa fortune, elle ne s'est jamais mariée ni n'a eu d'enfants, mais s'est dévouée aux enfants de son frère Sasha et de sa sœur Olga.